# EcoFlow
EcoFlow — це китайська компанія, що розробляє портативні зарядні станції, розумні пристрої та інші енергоприлади для домашнього використання. Заснована в 2017 році.

## Історія
Компанію EcoFlow заснував у травні 2017 року Брюс Ванг. Першим продуктом була портативна зарядна станція RIVER. До 2019 року компанія вийшла на ринок Японії і представила нову модель DELTA 1300 зі швидшою зарядкою. У 2021 році EcoFlow випустила модель DELTA Pro. У цей час компанія також випустила пристрій для управління та розподілу електроенергії в будинку Smart Home Panel і досягла оцінки в 1 мільярд доларів. У 2022 році EcoFlow представила мобільний кондиціонер WAVE.

## Продукти
Портативні зарядні станції EcoFlow призначені для дому, кемпінгу та місць з дефіцитом електроенергії. Серія RIVER підходить для невеликих пристроїв, тоді як серія DELTA забезпечує більшу потужність для великих приладів.
Інтелектуальні пристрої EcoFlow, такі як портативний холодильник GLACIER і кондиціонер WAVE 2, розроблені для автономного охолодження та контролю температури.
Серед продуктів EcoFlow є також система сонячних батарей PowerOcean і система накопичення енергії PowerOcean DC Fit для модернізації наявних установок. Пристроями можна керувати за допомогою програми EcoFlow, яка працює як через Bluetooth, так і дистанційно через хмару.

## Нагороди
- 2021 TIME Best Inventions — EcoFlow DELTA Pro[16]
- 2023 TIME Best Inventions Award — EcoFlow Glacier[17]
- 2023 Australian Good Design Awards — декілька продуктів[18]
- 2023 Red Dot Design Award — DELTA 2 Series[19]
- 2023 iF Design Award — EcoFlow Power Kits[20]
- 2024 German Innovation Award — PowerOcean[21] and PowerOcean DC Fit[7]
- 2024 CES Innovation Awards Honoree — DELTA Pro Ultra Whole House Battery Generator[22]